# Ке де Сент-Эмур, Амедей
Виконт Амедей Ке де Сент-Эмур (фр. Amédée Caix de Saint-Aymour; 1843—1920) — французский учёный.
Сначала занимался языковедением и написал «La langue latine etudiée dans l’unité indoeuropéenne» («Исследование латинского языка в рамках индоевропейского единства», Париж, 1867), затем стал археологом. Совершив с археологическими целями поездку в Боснию и Герцеговину, опубликовал «Les pays sudslaves de l’Austro-Hongrie» («Южнославянские территории в составе Австро-Венгрии» 1883). Кроме того, ему принадлежат: «Les interêts français dans le Soudan éthiopien» («Французские интересы в эфиопском Судане», 1884) и «La France en Ethiopie» («Роль Франции в Эфиопии», 1886).